# (245890) Krynychenka
(245890) Krynychenka est un astéroïde de la ceinture principale.

## Description
(245890) Krynychenka est un astéroïde de la ceinture principale. Il fut découvert le 25 août 2006 à Androuchivka par l'observatoire astronomique d'Androuchivka. Il présente une orbite caractérisée par un demi-grand axe de 3,16 UA, une excentricité de 0,27 et une inclinaison de 19,8° par rapport à l'écliptique.

## Compléments